# Vuohisaaret (ö i Päijänne-Tavastland)
Vuohisaaret är en ö i Finland. Den ligger i sjön Enovesi och Keihäsjärvi och i kommunen Gustav Adolfs i den ekonomiska regionen  Lahtis ekonomiska region  och landskapet Päijänne-Tavastland, i den södra delen av landet, 150 km norr om huvudstaden Helsingfors. Öns area är 2,3 hektar och dess största längd är 300 meter i nord-sydlig riktning.  Notera att namnet antyder att det är fråga om flera öar.